# Rimpatriati italiani dall'Albania
Per rimpatriati dall'Albania si intende un gruppo di cittadini italiani che alla fine della seconda guerra mondiale si trovavano in territorio albanese, dei quali alcuni furono rimpatriati nel 1945, mentre ad altri fu preclusa la possibilità di rientrare in Italia. La soluzione dell'intricata questione internazionale avvenne solo dopo oltre 40 anni.

## Coloni italiani in Albania
Il regime fascista, dopo l'occupazione militare dell'Albania nel 1939, permise ai cittadini italiani di insediarvisi con l'obiettivo di trasformare l'Albania in territorio italiano a tutti gli effetti. Nel corso di tutta l'occupazione giunsero circa 11.000 coloni italiani (per lo più provenienti dal Veneto e dall'Italia meridionale) che si concentrarono principalmente nelle zone di Durazzo, Valona, Scutari, Porto Palermo, Elbasan e Santi Quaranta. A loro si aggiunsero i 22.000 lavoratori italiani mandati temporaneamente in Albania nell'aprile 1940 per costruire strade, ferrovie ed infrastrutture.

## Situazione nel settembre 1943
A Durazzo vi era il comando del IV Corpo d'armata che era costituito:
- 151ª Divisione fanteria "Perugia" (Gen. Chiminiello) che operava ad Argirocastro nel sud dell'Albania
- 49ª Divisione fanteria "Parma" (Gen. Micheletti) che operava a Valona
- 11ª Divisione fanteria "Brennero" (Gen. Princivalle) che operava a Croia
- Reggimento cavalleggeri "Monferrato" (Col. Lanzuolo) che operava a Berat

Ad Elbasan vi era il comando del XXV Corpo d'armata costituito da:
- 41ª Divisione fanteria "Firenze" (Gen. Azzi) che operava a Debar
- 53ª Divisione fanteria "Arezzo" (Gen. Torriani) che operava a Corcia
- 38ª Divisione fanteria "Puglie" (Gen. Baudino) che operava a Scutari e nel Kosovo

Vi erano anche reparti della Regia Marina, della Regia Aeronautica, dei Carabinieri Reali e della Polizia. Si trattava di circa 120.000 uomini al cui seguito vi erano anche, in alcuni casi, le famiglie.

## Gli accordi del 1945
Il governo italiano accettò che il personale italiano in territorio albanese giudicato necessario per l'economia albanese, dovesse rimanere. Il Sottosegretario alla Guerra Avv. Mario Palermo, col governo italiano ancora vincolato alla Commissione Alleata di Controllo in seguito all'armistizio di Cassibile, siglò l'Accordo del 14 marzo 1945, che al punto 1 prevedeva:
stimati secondo l'UNRRA, United Nations Relief and Rehabilitation Administration in 24.000, dei quali 18.500 militari e 5.000 civili.
Si parla di famiglie italiane che si trovavano in Albania prima e dopo l'occupazione fascista per motivi militari o di lavoro, mandate da Mussolini per colonizzare l'Albania, mogli e figli di soldati del Regio Esercito Italiano distaccati come forza di occupazione, oppure da ragazze italiane sposate con studenti albanesi tornati in Albania prima e durante l'occupazione fascista ecc.. Dopo l'accordo molti italiani rimpatriarono ad eccezione di una piccola minoranza, in maggioranza componenti di nuclei familiari misti, in taluni casi con figli, che decise di rimanere in Albania. Queste persone operarono la scelta di rimanere in Albania per non abbandonare i familiari, pensando che tale decisione si sarebbe inserita in un contesto di normali rapporti internazionali tra paesi confinanti. Negli anni seguenti la dittatura impedì qualsiasi contatto con la madrepatria e con le rappresentanze diplomatiche italiane in Albania, censurando le lettere in arrivo dall'Italia, che in molti casi non venivano recapitate al destinatario.
I cittadini italiani rimasti in Albania vennero discriminati arrivando in alcuni casi a processi politici e condanne da scontare in campi di lavoro, perché, essendo italiani, erano considerati possibili spie di una potenza nemica del regime comunista albanese.

## Il crollo del regime e il rimpatrio
Solo al crollo del regime comunista la situazione degli italiani rimasti forzatamente in Albania, ed ancor vivi dopo 40 anni, cambiò.
La permanenza contro la loro volontà in territorio albanese cesserà infatti, solamente dopo la morte del Dittatore Comunista Enver Hoxha e il disfacimento della Repubblica Popolare Socialista d'Albania, che avverrà un paio di anni dopo la caduta dei regimi comunisti nell'Europa orientale, sancito dalla sconfitta del partito comunista albanese nelle prime elezioni multipartitiche del 22 marzo 1992.
La presenza di questo piccolo gruppo di italiani venne evidenziata nel marzo 1991 quando un'anziana donna, sfuggendo al controllo della Sigurimi, riuscì ad entrare nell'ambasciata italiana, presentandosi con un vecchio documento d'identità all'ambasciatore italiano; la consultazione degli archivi mette in evidenzia anche i precedenti di un tecnico milanese che aveva lavorato per anni nella costruzione delle centrali idroelettriche d'Albania e che non aveva mai rinunciato alla cittadinanza italiana (ai suoi figli viene rilasciato immediatamente il passaporto italiano) e di una donna che era riuscita a contattare l'ambasciata italiana nel 1956, chiedendo aiuto per fuggire, ma venne poco dopo arrestata e condannata a 20 anni di carcere.
A cominciare dal 1991 i cittadini italiani presenti in Albania che avevano già dei documenti per poter entrare in Italia sono tutti rientrati nel loro paese di origine. Per tutti gli altri, finalmente liberi, il 13 febbraio e il 13 marzo 1992 il governo Italiano predispone l'Operazione CORA (Centro Operativo Rimpatriandi dall'Albania) per organizzare il loro rientro in Italia.

## Associazione A.N.C.I.F.R.A.
Gli interessi dei rimpatriati sono tutelati dall'ANCIFRA (Associazione Nazionale Cittadini Italiani e Familiari Rimpatriati dall'Albania), un'associazione fondata il 28 gennaio 2001 ad Asti.
L'associazione nasce per coordinare e aggregare il gruppo di cittadini Italiani rientrati dall'Albania cercando di ottenere per loro, un parziale risarcimento per le sofferenze subite durante la permanenza nell'Albania comunista, facendosi promotori di progetti di legge.
L'associazione si è battuta per la migliore tutela dei rimpatriati e si è fatta in tal senso promotrice di progetti di legge.

## Legge 27 dicembre 2006, n. 296
Con queste disposizioni inserite al comma 1164 il Parlamento Italiano riconosce il diritto alla ricostruzione pensionistica per i cittadini italiani rimpatriati.
"Disposizioni per la formazione del bilancio annuale e pluriennale dello Stato (legge finanziaria 2007)"
pubblicata nella Gazzetta Ufficiale n. 299 del 27 dicembre 2006 - Supplemento ordinario n. 244
1164. A decorrere dall'anno 2008, i cittadini italiani rimpatriati dall'Albania possono ottenere a domanda, dall'INPS, la ricostruzione, nell'assicurazione generale obbligatoria per l'invalidità, la vecchiaia ed i superstiti, delle posizioni assicurative relative a periodi di lavoro dipendente ed autonomo effettivamente svolti nel predetto Paese dal 1º gennaio 1955 al 31 dicembre 1997. Con decreto, di natura non regolamentare, del Ministro del lavoro e della previdenza sociale, di concerto con il Ministro dell'economia e delle finanze, da adottare entro novanta giorni dalla data di entrata in vigore della presente legge, sono disciplinate le modalità di attuazione del presente comma. Il Ministro dell'economia e delle finanze provvede al monitoraggio degli oneri derivanti dall'attuazione del presente comma, anche ai fini dell'applicazione dell'articolo 11, comma 3, lettera i-quater, e dell'articolo 11-ter, comma 7, della legge 5 agosto 1978, n. 468, e successive modificazioni, e trasmette alle Camere, corredati da apposite relazioni, gli eventuali decreti emanati ai sensi dell'articolo 7, secondo comma, numero 2, della citata legge n. 468 del 1978. Il Ministro dell'economia e delle finanze è autorizzato ad apportare, con propri decreti, le occorrenti variazioni di bilancio.